# 旧县镇 (远安县)
旧县镇，是中华人民共和国湖北省宜昌市远安县下辖的一个乡镇级行政单位。

## 行政区划
旧县镇下辖以下地区：
旧县社区、旧县村、七里村、洪家村、徐家庄村、观西村、观东村、董家村、安鹿村、红岩村、鹿苑村、龙泉村、石桥坪村、北沟村、杜家村和柏家村。